# Галин
45°41′ пн. ш. 15°26′ сх. д. / 45.68° пн. ш. 15.43° сх. д.
Галин (хорв. Galin) — населений пункт у Хорватії, у Карловацькій жупанії у складі міста Озаль.

## Населення
Населення за даними перепису 2011 року становило 4 осіб.
Динаміка чисельності населення поселення: